# كأس الاتحاد الأوروبي 1990–91
كأس الاتحاد الأوروبي 1990–91 (بالإنجليزية: 1990–91 UEFA Cup)‏ هو الموسم العشرون من بطولة كأس الاتحاد الأوروبي. أقيم بمشاركة 64 فريقاً.
حقق إنتر ميلان الإيطالي لقب البطولة للمرة الأولى في تاريخه بعد فوزه في النهائي على مواطنه روما بنتيجة 2-1 في مجموع المباراتين.